# هيلدا فرافيورد جونسون
هيلدي فرافيورد جونسون (ولدت في 29 أغسطس 1963 في أروشا، تنجانيقا) هي سياسية نرويجية من الحزب الديمقراطي المسيحي. وهي وزيرة سابقة للتنمية الدولية في النرويج وعضو في الحكومة النرويجية. شغلت مؤخرًا منصب الممثل الخاص للأمين العام ورئيس بعثة الأمم المتحدة في جمهورية جنوب السودان، وأتمت فترة ولايتها في يوليو 2014 

## حياتها وتعليمها
ولدت في أروشا، تاجانييكا (تنزانيا الحديثة) لأبوين كانا يعملان في الجمعية التبشيرية النرويجية، وجاءت إلى النرويج في سن السابعة.  حصلت على جائزة كاند. حصلت على درجة البكالوريوس في جامعة أوسلو عام 1991، تخصص أنثروبولوجيا التنمية

## حياتها المهنية
أصبحت عضوًا في الحزب الديمقراطي المسيحي الشاب في سن 16، [3] انتُخبت في البرلمان النرويجي للحزب الديمقراطي المسيحي من روغالاند في عام 1993 وأعيد انتخابها في عام1997. عملت كعضو في اللجنة الدائمة للطاقة والبيئة. شغلت منصب وزيرة التنمية الدولية في حكومة بونديفيك الأولى من أكتوبر1997 إلى مارس2000 وشغلت نفس المنصب في حكومة بونديفيك الثانية من أكتوبر 2001 إلى أكتوبر2005. 
لعبت هيلدا ف. جونسون دورًا محوريًا في عملية السلام في السودان، مما أدى إلى إتمام اتفاقية السلام الشامل بين الحكومة والجيش / الحركة الشعبية لتحرير السودان في عام 2005. وقد شاركت في جهود بناء السلام وما بعد الأزمة. - عمليات التحول فيما يتعلق بعدد من البلدان في أفريقيا وآسيا وأمريكا الوسطى، ولا سيما القرن الأفريقي، والسودان، وأفغانستان، وسريلانكا، وتيمور الشرقية، وغواتيمالا ومنطقة البحيرات الكبرى.
شاركت في الجهود المبذولة لبناء تحالفات من أجل التغيير، سواء من الأمم المتحدة، في مؤسسات بريتون وودز والمساعدات الثنائية. في عام 1998، أسس جونسون مجموعة أوشتاين، وهي مجموعة من وزراء التنمية الرئيسيين من المملكة المتحدة وهولندا وألمانيا والنرويج لقيادة هذه الأجندة. عملت عن كثب مع القيادة العليا للأمم المتحدة والمؤسسات المالية الدولية ومنظمة التجارة العالمية وقادة البلدان النامية من أجل وضع سياسات إنمائية أفضل لصالح الفقراء. شغلت منصب محافظ وعضو مجلس إدارة البنك الدولي للنرويج ودائرة الشمال / البلطيق.
قبل انضمامها إلى اليونيسف، شغلت منصب كبير مستشاري رئيس بنك التنمية الأفريقي المسؤول عن سياسات الدول الهشة. كان جونسون الرئيس المشارك للتحالف العالمي من أجل أفريقيا لعدة سنوات. تم اختيارها كقائدة عالمية للغد من قبل المنتدى الاقتصادي العالمي في عام 2001. كانت عضوًا في اللجنة رفيعة المستوى المعنية بالتمكين القانوني للفقراء بقيادة مادلين أولبرايت، وعملت كعضو في فريق عمل جامعة أكسفورد المعني بالطاقة والمساعدة الإنمائية والسياسة الخارجية في المملكة المتحدة، بقيادة كريس باتن. كانت جونسون عضوًا في لجنة التمكين القانوني للفقراء التي استضافها برنامج الأمم المتحدة الإنمائي.
شغلت جونسون منصب نائب المدير التنفيذي  لمنظمة الأمم المتحدة للطفولة (اليونيسف) من 2007-2011. وبهذه الصفة، كانت مسؤولة عن الشراكات العالمية والعمليات الإنسانية للمنظمة والاستجابة للأزمات في جميع أنحاء العالم وعملت بشكل وثيق مع رؤساء وكالات الأمم المتحدة والمنظمات غير الحكومية لتحسين التسليم على الأرض. كما أنها مسؤولة عن الإشراف على البرامج في مجالات حماية الطفل وحقوق الطفل. قامت هيلدا ف. جونسون بتسهيل وقيادة حملات في العديد من المجالات بين مجموعة واسعة من أصحاب المصلحة. وتشمل هذه، على سبيل المثال، التعليم للجميع، والأطفال في النزاعات المسلحة والعنف الجنسي في حالات النزاع (يترأس شبكة عمل الأمم المتحدة، ويقود جهود أسرة الأمم المتحدة).
بعد مهمتها في جنوب السودان، عملت جونسون كعضو في فريق الأمين العام للأمم المتحدة رفيع المستوى المعني بعمليات السلام (2014-2015) [6] وكانت زميلة أولى في المعهد النرويجي للشؤون الدولية (2015). عينت أمينة عامة للحزب الديمقراطي المسيحي في النرويج مطلع عام 2016.

## نشاطات أخرى
مؤسسة بيرغوف، عضو مجلس الأمناء 

## المنشورات
- هيلدا ف. جونسون مؤلفة ثلاثة كتب:
- جونسون، هيلدا ف: "شن السلام في السودان، القصة الداخلية للمفاوضات التي أنهت أطول حرب أهلية في إفريقيا"، مطبعة ساسكس الأكاديمية، يناير 2011
- جونسون، هيلدا ف: "جنوب السودان، القصة غير المروية - من الاستقلال إلى الحرب الأهلية"، آي بي توريس، لندن، يونيو 2016
- جونسون، هيلدي فرافيورد: "السلام الصعب: عندما يتحول السلام إلى حرب جديدة "، دار كابلين للنشر، أكتوبر 2016.

## منشورات أخرى
- جونسون، هيلدي فرافيورد: "حماية المدنيين في الأمم المتحدة: وهم لحفظ السلام؟"، مقال في سيدريك دي كلونينغ وماتيا بيتر: "عمليات الأمم المتحدة للسلام في نظام عالمي متغير"، سبتمبر 2001
- جونسون، هيلد: "معضلات التنمية: أشكال مقاومة الفلاحين بين الفايبا في روكوا، تنزانيا"، أطروحة، جامعة أوسلو، يناير 1991.

## الراجع
1. 1 2 3   https://www.stortinget.no/no/Representanter-og-komiteer/Representantene/Representantfordeling/Representant/?perid=HFJ&tab=Biography. اطلع عليه بتاريخ 2019-09-03. {{استشهاد ويب}}: |url= بحاجة لعنوان (مساعدة) والوسيط |title= غير موجود أو فارغ (من ويكي بيانات) (مساعدة)
2. ↑  Store norske leksikon | Hilde Frafjord Johnson (بالنرويجية البوكمول والنرويجية النينوشك), ISSN:2464-1480, QID:Q746368
3. 1 2   http://archive.today/2013.04.16-002951/http://www.un.org/News/Press/docs/2011/sga1299.doc.htm. {{استشهاد ويب}}: |url= بحاجة لعنوان (مساعدة) والوسيط |title= غير موجود أو فارغ (من ويكي بيانات) (مساعدة)
4. ↑  Hilde Frafjord Johnson in Store norske leksikon باللغة النرويجية نسخة محفوظة 2020-11-25 على موقع واي باك مشين.
5. ↑  Secretary-General Appoints Hilde F. Johnson of Norway Special Representative for Republic of South Sudan نسخة محفوظة 2014-08-21 على موقع واي باك مشين.
6. ↑  Thomas Holst-Hansen (22 January 2005) Nødhjelperen نسخة محفوظة 2015-09-24 على موقع واي باك مشين.
7. ↑  Johnson, Hilde Frafjord ( 1963- ) Stortinget.no. Retrieved 28 December 2013 باللغة النرويجية نسخة محفوظة 2018-03-03 على موقع واي باك مشين.
8. ↑  Hilde Frafjord Johnson UNICEF official bio نسخة محفوظة 2018-03-03 على موقع واي باك مشين.
9. ↑   نسخة محفوظة 2020-11-01 على موقع واي باك مشين.
10. ↑  Board of Trustees Berghof Foundation. نسخة محفوظة 2021-01-23 على موقع واي باك مشين.